# Gustavo Gayer
Gustavo Gayer Machado de Araújo (Goiânia, 13 de abril de 1981) é um professor, empresário, político, youtuber e influenciador digital brasileiro. Tornou-se mais conhecido a partir de 2020, devido ao avanço do conservadorismo e da extrema-direita nas redes sociais, alinhando-se ao presidente Jair Bolsonaro. Cristão, é considerado um dos políticos mais polêmicos de Goiás e um dos principais bolsonaristas do estado. Foi apontado pela CPI da Pandemia como um dos youtubers que mais lucraram com a disseminação de fake news sobre a Covid-19. Em 2000, enquanto dirigia sob efeito de álcool, ele se envolveu em um acidente que resultou no atropelamento e morte de duas pessoas, deixando uma terceira paraplégica. Posteriormente, perdeu a corrida à Prefeitura de Goiana.
Em 2022, foi eleito deputado federal por Goiás com a segunda maior votação do estado. O deputado Gustavo Gayer enfrenta pedidos de cassação e possível prisão devido a declarações polêmicas associando a existência de ditaduras na África à suposta "falta de capacidade cognitiva" da população. Em um podcast, Gayer comparou o QI na África ao de macacos, alegando que o Brasil segue o mesmo caminho. Além disso, é acusado de injúria contra o presidente Lula e de racismo ao vincular a afrodescendência do ministro Silvio Almeida a uma suposta inferioridade intelectual, resultando em denúncias que buscam responsabilizá-lo por disseminar ideias racistas e segregacionistas.

## Biografia
Gayer nasceu em 13 de abril de 1981, em Goiânia. É filho da delegada, vereadora e deputada estadual Maria da Conceição Gayer, falecida em dezembro de 2006, que no início dos anos 1980 militou contra a ditadura militar. Segundo declarou em entrevista, em outubro de 2020, seu pai abandonou a mãe ainda grávida, tendo sido criado por um irmão LGBT, dez anos mais velho.
É proprietário de uma escola de inglês, a Gayer e Gayer idiomas, fundada em julho de 2013, e professor online da mesma disciplina, sendo ainda ativista digital e comentarista político. É cristão, casado com Ethienne, sendo pai de dois filhos, Gabriel e Maria Fernanda, em 2020 respectivamente com 17 e 14 anos de idade.
É especialmente conhecido pelo seu grande engajamento nas redes sociais de extrema-direita. Tem um canal de YouTube onde afirma "propagar a verdade e impedir que mais jovens caiam no calabouço ideológico da esquerda". Em setembro de 2020, seu canal contava com 290 mil inscritos, tendo vídeos com 1 milhão de visualizações. Em julho de 2021 seu canal contava 419 mil inscritos, tendo já alcançado os 452 mil inscritos em agosto do mesmo ano, altura em que estava já bem identificado como disseminador de fake news.
É comentarista fixo do programa online de análise política Hora do Strike, transmitido pela Gazeta do Povo.
Gayer é irmão do também empresário Frederico Gayer Machado de Araújo, casado com a deputada estadual do Tocantins pelo PR, Luana Ribeiro, filha do senador João Ribeiro. Em março de 2014, seu irmão Frederico Gayer foi condenado a 12 anos e seis meses de reclusão, em regime fechado, por homicídio qualificado, pela morte de Hebert Resende, na madrugada de 5 de abril de 1997, em frente à boate Draft, em Goiânia. À época Frederico Gayer exercia as funções de policial, nomeado pelo governo de Goiás sem ser concursado.

## Carreira Política
Gayer afirma ter se interessado pela política por 2015, "indignado com o rumo que o Brasil estava indo". Começou a participar das manifestações pelo impeachment de Dilma Rousseff, depois pela Lava-Jato, e de todas as manifestações em apoio a Bolsonaro.
Gayer é tido como um dos mais polémicos políticos goianos, e dos principais bolsonaristas tanto no estado, como a nível nacional. É integrante da Frente Conservadora de Goiânia e líder da Democracia Cristã (DC).
Entrou na política em 2020, construindo o seu espaço no campo político como um dos grandes apoiadores de Bolsonaro. O seu engajamento contribuiu para ser escolhido pela DC para ser o candidato do partido na eleição municipal de Goiânia em 2020. Em setembro de 2020, foi oficializado pelo DC para disputar a eleição prefeito de Goiânia. Segundo Gayer, a motivação para entrar na política foi não aguentar mais ver "oportunistas" como Major Olímpio, Alexandre Frota e Joice Hasselman tentando ganhar votos de bolsonaristas.
Em 21 de outubro de 2020, teve sua candidatura indeferida pelo juiz eleitoral Wilson da Silva Dias, devido à ausência de Certidões Criminais de 1º grau da Justiça Estadual e Federal para o vice-prefeito, Alexandre Magalhães, não havendo, por isso, condições de registrabilidade.
Gayer acabou disputando a eleição, obtendo 45,928 votos, constituindo 8% do total dos votos válidos, tornando-se a surpresa desse ato eleitoral. Ficou em quarto lugar, à frente do deputado Major Araújo, do PSL, oficialmente apoiado por Bolsonaro. O resultado foi explicado pelo deputado federal José Nelto por Gayer ser "um político posicionado e contundente", que "não fica em cima do muro", e por dominar muito bem a comunicação moderna e ter uma legião de seguidores.
Em agosto de 2021, encontrou-se oficialmente com Bolsonaro.  Em setembro do mesmo ano, era líder da DC.
Em 19 de janeiro de 2022, viajou para os Estados Unidos juntamente com a deputada federal Carla Zambelli e o senador Eduardo Girão, do Podemos-CE, ambos da base de apoio de Bolsonaro no Congresso, com a finalidade de participar da "Marcha pela vida" (March for Life), de cunho conservador, com pautas antiaborto, em Washington (EUA), exigindo regras mais duras para mulheres que tentam realizar o procedimento. Os três participaram ainda de um jantar no Trump International Hotel, de Donald Trump, promovido pelo movimento antiaborto.
Em 5 de fevereiro de 2022, foi palestrante no Primeiro Congresso Conservador do Pará, realizado em Belém, juntamente com o deputado federal Daniel Silveira, do PSL-RJ.
Em 25 de outubro de 2024, o deputado foi alvo da Operação Discalculia, da Polícia Federal, que visava investigar a formação de uma associação criminosa voltada para desvio de recursos públicos por meio de cota parlamentar. A PF também investiga falsificação de documentos para criação de Organização de Sociedade Civil de Interesse Público (OSCIP). De acordo com as investigações, o objetivo final dos autores era a destinação de verbas parlamentares em favor desta OSCIP, sendo os delitos investigados: associação criminosa, falsidade ideológica, falsificação de documento particular e peculato-desvio. Os agentes também cumprem mandados contra assessores de Gayer, cumprindo ao todo 19 mandados de busca e apreensão em 5 cidades. Gayer foi a público sobre o caso, afirmando se tratar de perseguição eleitoral por seu apoio ao candidato a prefeito em Goiânia Fred Rodrigues (PL).
De acordo com a PF, os desvios de verba do gabinete do deputado iam para uma loja que tinha o nome "Desfazueli", registrada no nome do filho de Gayer. O nome faz referência ao slogan "Faz o L", que Lula usou na campanha de 2022. A loja atua no ramo de confecção de camisetas e adesivos e teria como funcionários os próprios secretários do gabinete do parlamentar, e o deputado atuando na direção da equipe. As investigações da corporação apontam que Gayer tinha a função de "monitorar o desempenho das vendas, demonstrando um compromisso com o sucesso do negócio". Mas, para afastar o parlamentar do esquema, a PF afirma que havia uma determinação interna de que "a pessoa responsável pela loja deveria estar desvinculada do gabinete" de Gayer.
Parte das investigações também consideram o envolvimento de Gayer no financiamento dos Ataques de 8 de janeiro em Brasília. De acordo com a manifestação da Procuradoria-Geral da República (PGR), um dos financiadores dos atos, o empresário João Paulo de Sousa Cavalcante, que foi preso e teve a quebra do sigilo telemático autorizada, apresentava-se como amigo de Gayer. Ele é dono de uma empresa chamada Goiás Online. Segundo a PGR, Gayer tentou empregar Cavalcante como secretário parlamentar em seu gabinete, mas ele não conseguiu em razão de o empresário ser inabilitado para ocupar cargos públicos por condenação prévia. Para contornar a situação, o deputado contratou a empresa Goiás Online para prestar serviços a seu gabinete, empresa criada com esse fim. Gayer afirma que as acusações não procedem, especialmente porque não teria como financiar os atos com verba parlamentar à época, tendo assumido o cargo em fevereiro.
Ainda em outubro, a Primeira Turma do Supremo Tribunal Federal formou maioria para aceitar uma queixa-crime contra o dGayer, apresentada pelo senador Vanderlan Cardoso (PSD), por calúnia, injúria e difamação. A ação decorre de um vídeo publicado por Gayer em fevereiro de 2023, em que ele criticava a vitória de Rodrigo Pacheco na eleição para a presidência do Senado. No vídeo, Gayer sugeriu que senadores teriam sido “comprados com cargos de segundo escalão”. Ele também usou termos ofensivos ao se referir a Vanderlan e ao senador Jorge Kajuru, chamando eles de “vagabundos” e dizendo que “viraram as costas para o povo em troca de comissão”.

## Polêmicas

### Fake News

##### Ridicularização da enfermagem
No início de maio de 2020, Gayer foi a um protesto de enfermeiros na Esplanada dos Ministérios, em Brasília, homenageando os colegas mortos após contraírem Covid-19. Gayer espalhou nas redes sociais que o ato era falso, organizado por gente que fingia ser profissional da saúde. Na mesma manifestação vários enfermeiros foram agredidos por apoiantes de Bolsonaro. O Conselho Federal de Enfermagem identificou três pessoas que hostilizaram os enfermeiros na manifestação, apresentando representação ao Ministério Público Federal contra os agressores, entre os quais se encontrava Gayer. Segundo a denúncia do conselho, as ofensas de Gayer visaram diminuir, menosprezar e ridicularizar a enfermagem como instituição e como profissão.

##### Pandemia
Segundo a relação entregue pela Google à CPI da Covid-19 e divulgada pelo jornal O Globo em junho de 2021, o canal de YouTube de Gayer foi o segundo que mais lucrou com vídeos disseminando notícias falsas sobre a pandemia de Covid-19, antes que seus vídeos fossem apagados por disseminar desinformação. Gayer lucrou quase US$ 8 mil, cerca de R$ 40,7 mil em valores atuais, correspondendo a 56 vídeos disseminando desinformação, ficando atrás apenas do canal do jornalista Alexandre Garcia.

##### Ideologia de gênero
Em outubro de 2020, em entrevista ao Diário do Estado, Gayer afirmou que, por ter sido criado por um irmão gay, pretendia apoiar os homossexuais, caso fosse eleito à prefeitura. No seu plano de governo, no entanto, Gayer afirmava ser contra a ideologia de gênero.

##### Projeto Comprova
Em julho de 2021, foi investigado e reportado pelo Projeto Comprova, após ter mostrado em vídeo o trecho de um programa da TV Sucesso, afiliada da Record que transmite para 30 cidades do sudoeste de Goiás, o resultado parcial de uma enquete, dizendo: "se nós não conseguirmos o voto auditável com contagem pública, Lula vai ser colocado na presidência, por mais que 87,5% da população rejeite Lula e aprove Bolsonaro". O vídeo atingiu alto grau de viralização, sendo visto ao menos 286,6 mil vezes no YouTube e Facebook. A informação disseminada é considerada manipulada, falsa e enganosa, contribuindo para a descredibilização do sistema eleitoral brasileiro. A enquete, além de não possuir qualquer valor científico, tendo sido realizada no WhatsApp sem qualquer controlo de respondentes, nem ao menos havia finalizado com o resultado transmitido por Gayer. O trecho mostrando os 87,5% havia sido obtido nos minutos iniciais, ainda com poucas respostas, vindo a baixar progressivamente até 64,9% para Bolsonaro e 33,1% para Lula. Acresce ainda que, ao contrário do divulgado por Gayer, fazendo referência a uma proposta de 2019 da deputada federal Bia Kicis, o voto já é auditável através de vários mecanismos desde pelo menos 2020.

##### Fake News sobre Barroso
No mesmo mês, apresentou de maneira distorcida duas declarações de Luís Roberto Barroso, ministro do Supremo Tribunal Federal e atual presidente do Tribunal Superior Eleitoral (TSE), levando falsamente a crer que o magistrado já havia sido favorável ao voto impresso, sendo contrário.

##### Fraude nas Urnas
Em agosto de 2021, publicou um vídeo resumindo uma entrevista em que Bolsonaro apresenta supostas provas de fraude nas urnas eletrônicas com base em um inquérito da Polícia Federal, afirmando que, no curso dessa investigação, o TSE teria admitido a adulteração do software das urnas eletrônicas em 2018, ano em que Bolsonaro se elegeu presidente. Até as 14h de 6 de agosto de 2021, o vídeo havia sido visualizado mais de 56 mil vezes no Instagram. A informação propagada por Gayer era, no entanto, falsa, não tendo jamais o TSE admitido qualquer adulteração.

##### Queda dos Vídeos
A 16 de agosto de 2021, o TSE sentenciou a suspensão dos repasses para canais de redes sociais que propagassem mentiras sobre as eleições. 25 canais apagaram vídeos, sendo o maior número dos quais apagados no canal de Gayer, num total de 59.

### Condenação por declarações racistas e injúria
Em junho de 2023 Gayer causou polêmica ao associar ditaduras em países africanos à suposta "falta de capacidade cognitiva" da população, declarando que o "Brasil está emburrecido" e seguindo o caminho das nações africanas. Em um podcast, Gayer afirmou que o QI na África é de 72, comparando-o ao de macacos, e argumentou que a democracia não prospera na região devido à alegada incapacidade cognitiva.
Essas declarações motivaram um pedido de cassação por racismo no Conselho de Ética da Câmara, somando-se a outras duas representações contra o parlamentar. Gayer também enfrenta acusações de injúria contra o presidente Lula e de racismo ao associar a afrodescendência do ministro dos Direitos Humanos, Silvio Almeida, a uma suposta inferioridade do quociente de inteligência de povos africanos.
A Procuradoria-Geral da República (PGR) acusa Gayer de disseminar ideias racistas e segregacionistas, inferiorizando e desumanizando negros e afrodescendentes ao compará-los a macacos. A vice-PGR afirma que os discursos de Gayer e Rodrigo Barbosa Arantes, realizados em um podcast com cerca de 14.000 visualizações, incitaram discriminação e preconceito racial.

### Brigas e processo judicial

#### Confrontos no grupo de Whatsapp do Partido Liberal.
Após a votação da reforma tributária em 2022, em brigas no WhatsApp com o colega de partido, Vinicius Gurgel (até então membro do PL do Amapá), foi ressuscitado o seu processo de homicídio, sendo provocado com uma recomendação para se integrar ao Alcoólicos Anônimos. “Vai cuidar dos seus processos e vai pro AA. Deixa de dirigir bêbado!” disse o Deputado do Amapá. Gustavo Rebateu com: “Não há processos, querido retardado. Mas o seu caso é bem diferente, né” em referencia aos processos de Gurgel no DNIT. “Seu processo de homicídio não foi julgado! Foi prescrito! Será que você teve culpa?”, respondeu Gurgel.

#### Discussão com Sylvie Alves
Também em 2022, após a votação da MP dos Ministérios, Gayer acusou Sylvie Alves (até então, deputada pelo UNIÃO) de ter se "vendido" ao Governo Lula nas redes sociais. A Deputada Respondeu: “Pra um homem que já matou duas pessoas num acidente bêbado deveria ser sensível a algumas causas”, e acrescentou: “Aliás, deixou a terceira paralítica e nunca deu atenção”, reforçando as acusações no dia seguinte pelo Instagram. Gayer moveu uma ação contra Sylvie no STF contra os ataques.

#### Demissão de professora
Em 2023, uma professora de história e arte de um colégio em Aparecida de Goiânia foi demitida após o deputado federal Gustavo Gayer (PL) criticá-la nas redes sociais por vestir uma camiseta com a expressão "seja marginal, seja herói", do artista plástico Hélio Oiticica (1937-1980), cuja obra é tema de questões de vestibular. Gayer publicou a imagem da professora com a legenda "professora de história com look petista em sala de aula". A docente recebeu apoio da comunidade escolar, afirmou que a camiseta não possuía nenhuma associação política e declarou que o parlamentar atacou todos os profissionais da educação. O Sindicato dos Professores do Estado de Goiás (Sinpro Goiás) repudiou a atitude do deputado e afirmou que ajuizaria ação contra o parlamentar para excluir redes sociais disseminadoras de ódio e notícias falsas.

#### Processo por danos morais após exposição de número telefônico
Em agosto de 2024, Gayer e Carla Zambelli foram condenados pela Justiça de São Paulo a pagar uma indenização por danos morais a uma professora após terem compartilhado o número de telefone da educadora nas redes sociais. O episódio ocorreu após a professora ter enviado uma mensagem privada a Zambelli, na qual a chamava de “fascista”. Em resposta, a deputada divulgou os prints da conversa em suas redes sociais, ação que foi reforçada por Gayer, que compartilhou o conteúdo durante uma live no Instagram.
A decisão que condenou os dois políticos bolsonaristas foi proferida pela juíza Camila Franco de Moraes Mariani, da 21ª Vara Cível, que fixou a indenização em 3 mil reais, valor significativamente inferior aos 117 mil reais solicitados inicialmente pela professora. Zambelli chegou a solicitar compensação por danos morais, alegando que a mensagem privada continha teor desrespeitoso. No entanto, a juíza rejeitou o pedido, argumentando que foi a própria deputada quem tornou a mensagem pública, expondo o conflito e agravando a situação. Ainda cabe recurso contra a decisão, tanto por parte da professora, quanto por parte dos deputados condenados.

## Desempenho em Eleições
| Ano  | Eleição              | Partido | Cargo            | Votos   | %                | Resultado  | Ref    |
| ---- | -------------------- | ------- | ---------------- | ------- | ---------------- | ---------- | ------ |
| 2020 | Municipal de Goiânia | DC      | Prefeito         | 45.928  | 7,62% (4º Lugar) | Não Eleito | [ 18 ] |
| 2022 | Estadual em Goiás    | PL      | Deputado Federal | 200.586 | 5,82%            | Eleito     | [ 8 ]  |